# Efecto Tanzi

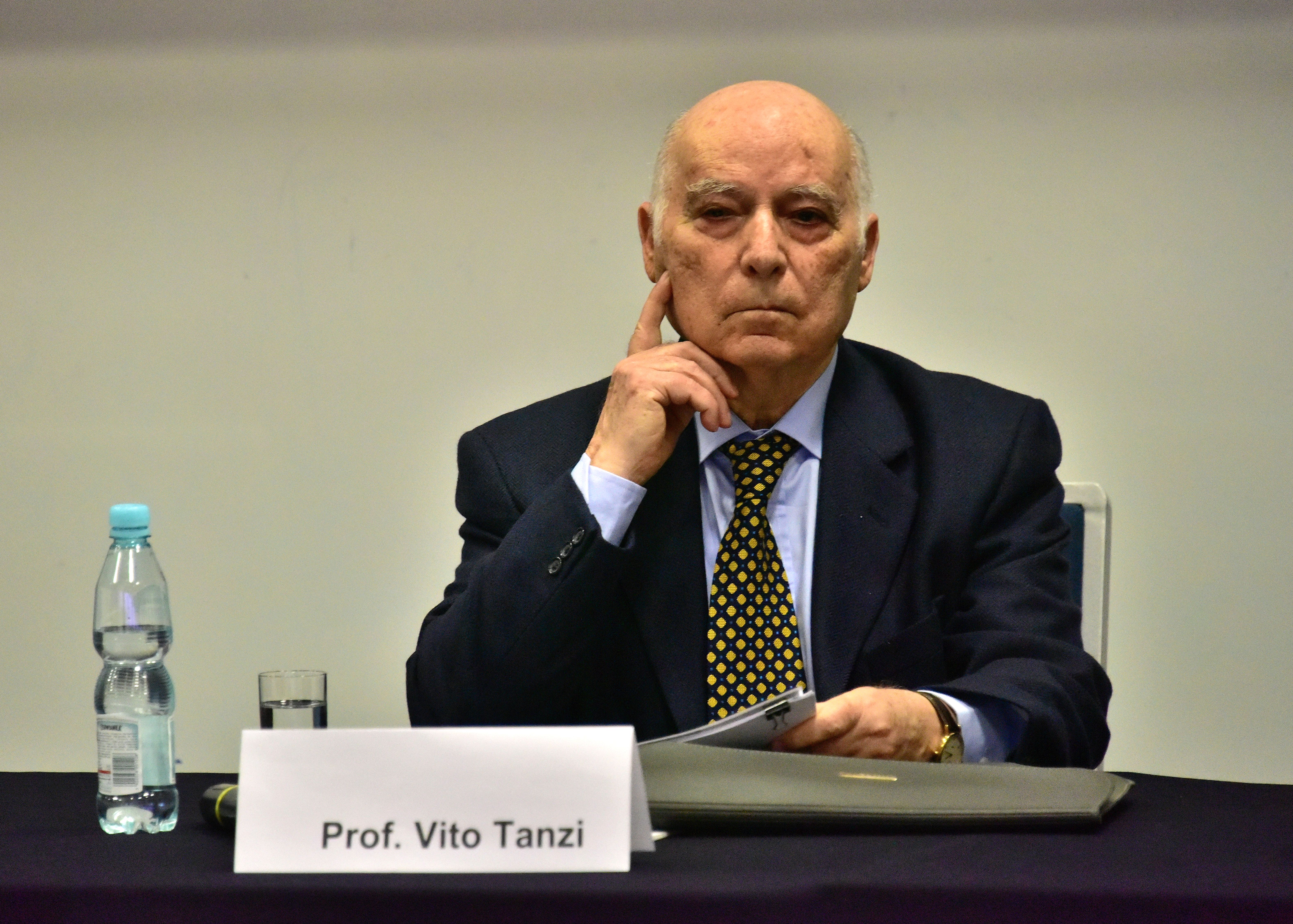
Vito Tanzi (2019).

El efecto Tanzi o efecto Olivera–Tanzi, es una situación económica, durante un período de elevada inflación, que resulta en una declinación en el volumen de recaudación impositiva y un lento deterioro de la recaudación fiscal real del Estado.

## Definición del efecto
Uno de los procesos más comunes del efecto Tanzi es el que se expone a continuación. Durante cualquier período de elevada inflación, los gastos corrientes del Estado aumentan a la par con la inflación. Sin embargo, puesto que la recaudación impositiva tiene lugar con una cierta demora, la masa recaudada por el Estado resulta de un valor real significativamente inferior al de las erogaciones pasadas. Entonces, el Estado, aun cuando hubiera visto aumentada su recaudación nominal (por ejemplo, por vía del señoreaje), percibe una masa de poder de compra inferior a aquella que hubiera recaudado en escenarios de baja inflación. Otros economistas como Julio Olivera habían notado que el aumento de la inflación producía una baja en la recaudación pero no habían explicado porqué sucedía esto. Debido a esto, el efecto es conocido como efecto Olivera-Tanzi en la Argentina.

## Ejemplos
- En 1975 en Argentina el Rodrigazo produjo un aumento del déficit fiscal debido a la baja de la recaudación por el efecto Tanzi.
- En 1991 en Argentina, la Ley de Convertibilidad produjo un aumento de la recaudación por el efecto inverso (gracias a la rápida baja de la inflación)

## Importancia
Durante las décadas de 1970 y 1980, el efecto Tanzi ha tenido una gran importancia en Estados con elevados déficit y deudas significativas. En general, mientras que estas naciones buscaban sufragar sus gastos con emisión monetaria y la inflación se veía incrementada, los montos reales de su recaudación impositiva se veían aún más reducidos. Esto implicaba que, en cierto momento, los Estados se veían obligados a emitir moneda como única fuente de ingresos. Uno de los síntomas más singulares de este efecto es que, aun cuando la base impositiva a la cual se aplican los gravámenes y los gravámenes mismos sean mayores, el Estado puede verse desincentivado para efectivamente recaudar los impuestos, puesto que los gastos que significan las tareas de recaudación pueden resultar superiores a la masa recaudada, no solo real sino nominalmente. Algunos países como Brasil y Chile llegaron a indexar la obligación tributaria a la tasa de inflación a fin de reducir o neutralizar el impacto del rezago en la recaudación de impuestos sobre los ingresos tributarios en épocas de alta inflación.